# Hidrocarbur alifàtic

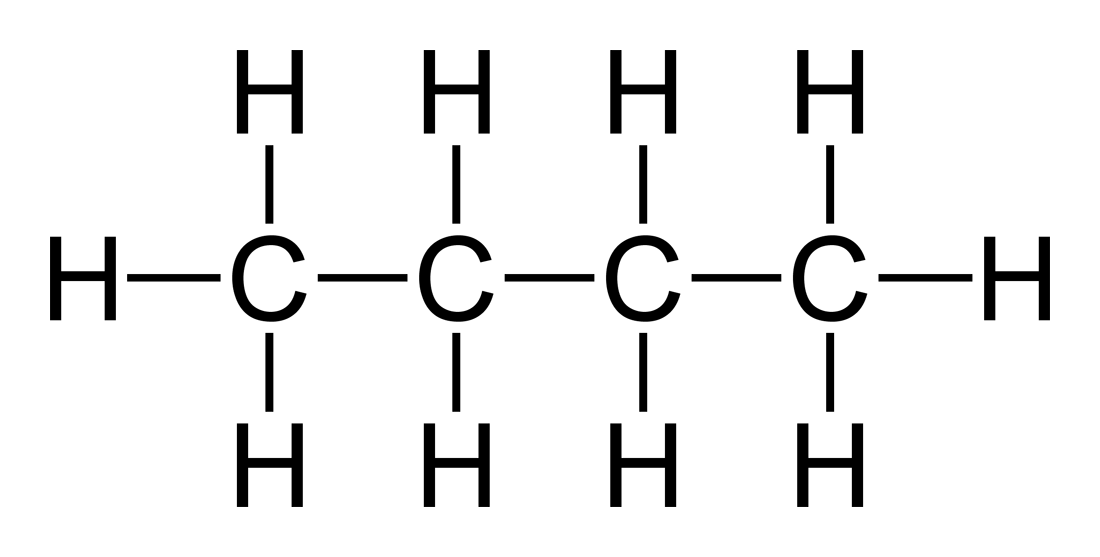
Compost acíclic alifàtic: el butà

Compost cíclic alifàtic: elciclobutà

Els compostos alifàtics o hidrocarburs alifàtics són compostos orgànics que només contenen àtoms de carboni i hidrogen.
El terme «alifàtic» prové del grec: aleiphar ('greix', 'oli'). Es tracta de compostos de carboni acíclics (de cadena oberta, lineal o ramificada) o cíclics (de cadena cíclica) no aromàtics.
Per tant, els compostos alifàtics s'oposen als compostos aromàtics.
El compost alifàtic més simple és el metà (CH₄). Els compostos alifàtics inclouen els alcans (per exemple la parafina, hidrocarburs), alquens (per exemple l'etilè) i alquins (per exemple l'acetilè). Els àcids grassos consten de cues alifàtiques sense embrancar unides a un grup carboxil.